# Калиновка (Шипуновський район)
Кали́новка (рос. Калиновка) — селище у складі Шипуновського району Алтайського краю, Росія. Входить до складу Російської сільської ради.

## Населення
Населення — 191 особа (2010; 193 у 2002).
Національний склад (станом на 2002 рік):
- росіяни — 98 %